# ソルダティ級駆逐艦
| ソルダティ級駆逐艦 | ソルダティ級駆逐艦 |
| ------------------ | --- |
| アルティリエーレ   | |
| 艦級概観           | |
| 艦種               | 駆逐艦 |
| 艦名               | 陸軍の兵科名 |
| 前級               | アルフレード・オリアーニ級駆逐艦 |
| 次級               | コマンダンテ・メダリエ・ドロ級駆逐艦（建造中止） |
| 性能諸元           | |
| 排水量             | 基準：1,850トン 満載：2,550トン |
| 全長               | 106.7m |
| 全幅               | 10.2m |
| 吃水               | 3.5m |
| 機関               | 主罐：ソーニクロフト式罐・重油専焼×3基 ( 第一系統 ) ヤーロー式罐・重油専焼×3基 ( 第二系統 ) 主機：ベルーツォ式ギヤードタービン×2基 2軸推進、48,000馬力 |
| 燃料               | 重油516t |
| 最大速力           | 38.0ノット ( 69.376km/h ) |
| 航続距離           | 20kt－2,200海里 ( 4074.4km ) |
| 乗員               | 206名 |
| 兵装               | 50口径12cm Model1936 連装砲：2基 ( 第一系統 ) 50口径12cm Model1936 連装砲：2基 および 50口径12cm Model1940 単装砲：1基 ( 第二系統 ) 13.2mm単装機関銃：12基 ( 第一系統 ) 13.2mm連装機関銃：4基 および 13.2mm単装機関銃：4基 ( 第二系統 ) 53.3cm魚雷三連装魚雷発射管：2基 搭載機雷：48個 |

ソルダティ級駆逐艦 （ソルダティきゅうくちくかん Soldati Class Destroyer ) は、イタリア王立海軍が建造・保有した最後の艦隊型駆逐艦。艦載武装・ボイラー罐の仕様の違いにより、2つの系統に分けられる。

## 概要
1936年に第一系統グループ12隻の建造が発注され、1938年から1939年にかけて竣工した。第二系統グループ7隻は第二次世界大戦勃発後の1940年に発注され、5隻が竣工したが、2隻は戦局の情勢変化により竣工前に建造中止になった。大戦中に10隻が戦没喪失し、3隻はフランス海軍へ、2隻はソビエト連邦海軍へそれぞれ戦時賠償艦として譲渡された。
「ソルダティ」は軍人の意味で、艦名には軍のさまざまな兵科の兵員を表す語が使われている。

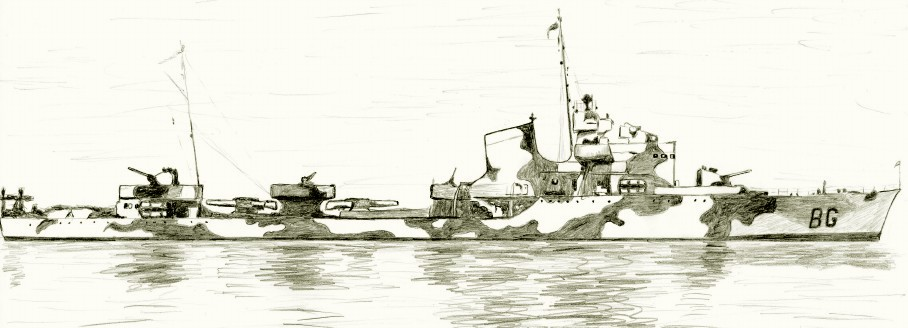
ベルサリエーレを描いたイラスト

## 同型艦

### 第一系統グループ
第一系統グループはカミチア・ネーラ級とも呼ばれる。
竣工12隻
- アヴィエーレ ( Aviere )
- アスカリ ( Ascari )
- アルティリエーレ ( Artigliere ) - 1940年10月12日、パッセロ岬沖海戦において戦没。
- アルピーノ ( Alpino )
- カミチア・ネーラ ( Camicia Nera ) - 1943年9月8日以降、戦没した姉妹艦の名を引き継ぎ「アルティリエーレ」に改称。1950年にソ連に引渡され「ローフキイ」( Ловкий )となる[1]。
- カラビニエーレ ( Carabiniere )
- グラナティエーレ ( Granatiere )
- コラッツィエーレ ( Corazziere )
- ジェニエーレ ( Geniere )
- フチリエーレ ( Fuciliere ) - 戦後ソ連に引渡され「リョーフキイ」( Легкий )となる。
- ベルサリエーレ ( Bersagliere )
- ランチエーレ ( Lanciere )

### 第二系統グループ
竣工5隻
- ヴェリーテ (Velite) - 戦後フランスに引渡され「Duperre」となる。
- コルサロ (Corsaro)
- ボンバルディエーレ (Bombardiere)
- ミトラリエーレ (Mitragliere) - 戦後フランスに引渡され「Jurien de la Graviere」となる。
- レジオナリオ (Legionario) - 戦後フランスに引渡され「Duchaffaultt」となる。

未竣工2隻
- カリスタ ( Carrista )
- スクアドリスタ (Squadrista)（イタリア語版）